# 绍因斯兰山
绍因斯兰山（德语：Schauinsland）位于德国巴登－符腾堡州弗赖堡市中心东南方向10公里，海拔1283.9米。秋天可以看到法国境内的孚日山脉及瑞士境内的阿尔卑斯山。
绍因斯兰山有700多年开采银、铅和锌的历史，直到1954年才停止。

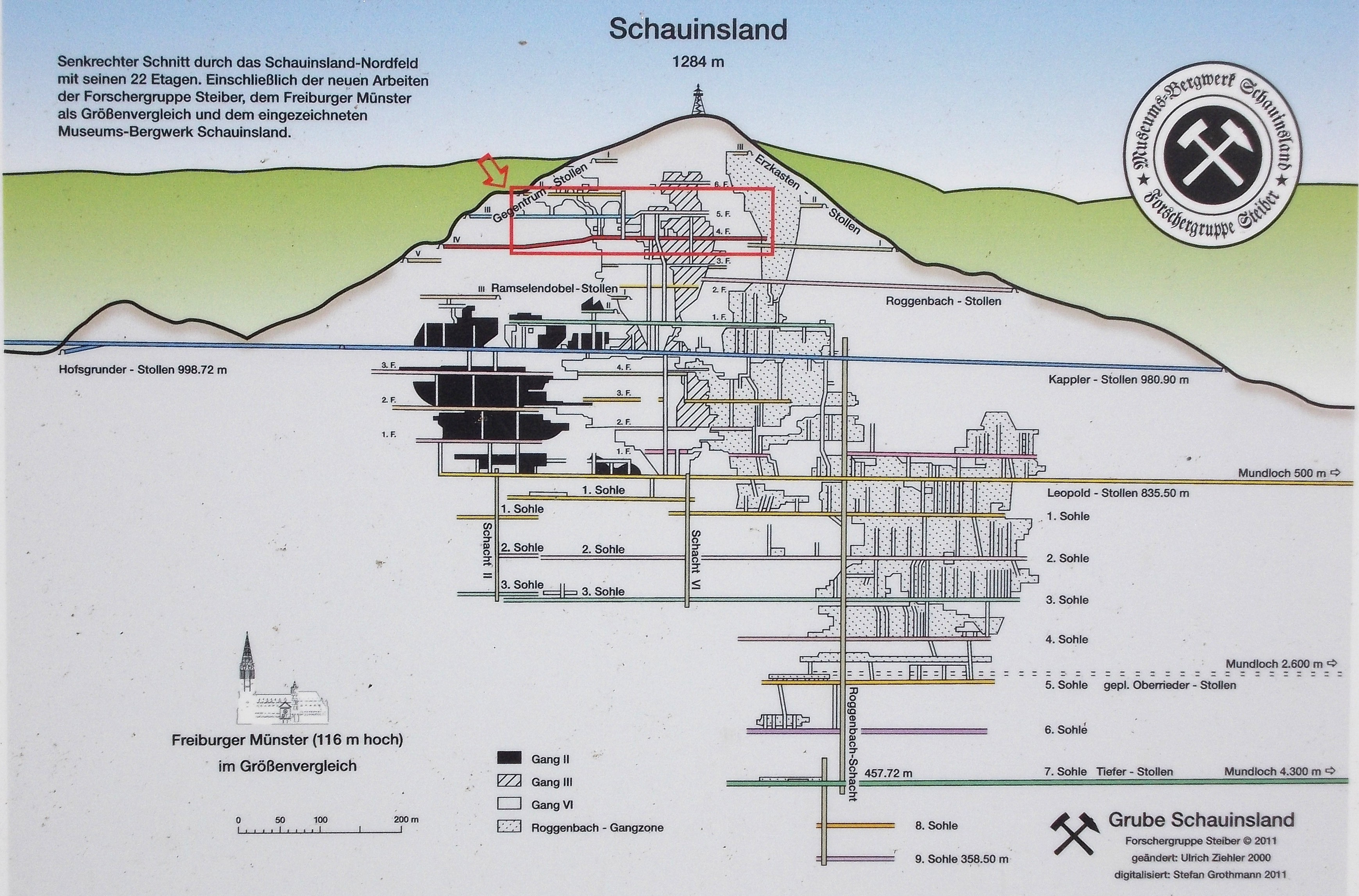
矿区剖面图